# Moesgård Skovmølle
Moesgård Skovmølle eller Skovmøllen er en vandmølle ved Giber Å syd for Aarhus i gåafstand fra Moesgård Museum. Møllen omtales første gang i 1570. Møllebygningen i bindingsværk er fra 1785 og 1852, mens det nuværende stuehus er fra 1824. Mølledriften stoppede i 1910, hvorefter stedet virkede som traktørsted, der siden 1800-tallet har været et udflugtsmål for aarhusianerne. I dag drives Restaurant Skovmøllen fra en del af møllens tilknyttede bygninger.
Skovmøllen blev fredet i 1959, restaureret i 1991 og er i dag Danmarks eneste fungerende undertræksmølle med tilhørende kornkværne og fungerende savværk. Møllen drives af et overfaldshjul. Det indvendige gearsystem trækker kværnene nedefra, hvilket er definitionen på en undertræksmølle. Siden år 2000 har et frivilligt møllelaug haft møllen i drift på udvalgte søndage.

## Galleri
Bygningerne
- Giber Å ved Møllehuset
- Møllehuset
- Stuehus i tilknytning til Møllehuset
- Torphuset (f. 1785), opført som bolig for folk fra Moesgård gods.
- Restaurant Skovmøllen i ét af stuehusene.

Giber Å og møllesøen
- Opdæmning af Giber Å
- Møllesøen
- Overfaldshjulet ved Skovmøllen.
- Giber Å ved Moesgård Skovmølle.